# Patriarca católico maronita de Antioquia
O Patriarca Católico Maronita de Antioquia, sediado em Beirute (Líbano), é a designação do líder da Igreja Maronita, que é uma Igreja particular oriental sui iuris da Igreja Católica. Desde 2011, o Patriarca maronita é Béchara Boutros Raï.
O Patriarca Católico Maronita reclama também a Sé de Antioquia.

## Lista
- São Maron I (d.410) - considerado como o fundador da Igreja Maronita.
- João Maron II (628-707) - considerado como o primeiro Patriarca.

(....)

### Séculos XX e XXI
- Elias Pierre Hoyek (1898–1931)
- Anthony Pierre Arida (1931–1955)
- Pierre-Paul Cardeal Meouchi (1955–1975)
- Antoine Pierre  Cardeal  Khoraiche(1975–1986)
- Nasrallah Pierre  Cardeal  Sfeir (1986-2011)
- Béchara Boutros  Cardeal  Raï (2011-)